# Афонин, Павел Иванович
 Па́вел Ива́нович Афо́нин (21 августа 1900 — 21 января 1955, Омск) — советский военачальник, участник Гражданской и Великой Отечественной войн, гвардии генерал-майор, командир дивизии, член ВКП(б) с 1927 года. Шесть раз П. И. Афонин был упомянут благодарственных в Приказах Верховного Главнокомандующего.

## Военная карьера
- В Красной армии с 1919 года, призван Спасским райвоенкоматом Рязанской области, кадровый офицер.
- С 1919 года по 1920 год участвовал в Гражданской войне, на Западном фронте РСФСР.
- С июля 1941 года в звании полковника занимал должность начальника штаба 283-й стрелковой дивизии, 2 октября 1941 года был тяжело ранен.
- С 8 января по 24 февраля 1942 года — командир 1-й гвардейской мотострелковой дивизии[4], принимал участие в боях за Вязьму и Можайск, был контужен.
- С начала июня по октябрь 1942 года — начальник оперативного отдела 9-й резервной армии (31.08.1942 переименована в 24-ю армию четвёртого формирования)[5].
- С 22 апреля 1943 года по 23 декабря 1943 года занимал должность начальника штаба 21-го гвардейского стрелкового корпуса.
- С 2 ноября 1944 года — гвардии генерал-майор[6].
- С 23 декабря 1943 года и до конца войны — занимал должность командира 5-й гвардейской Краснознаменной ордена Суворова Звенигородской воздушно-десантной дивизии в составе 4-й гвардейской армии.
- 6 апреля 1944 года в ходе Уманско-Ботошанской операции, 5-я гвардейская вдд освободила город Оргеев[7].
- В августе 1944 года дивизия под командованием Афонина участвовала в Ясско-Кишинёвской операции.
- Весной 1945 года в составе 4-й гвардейской армии дивизия принимала участие в освобождении Венгрии, а затем и Австрии.
- 13 апреля 1945 года дивизия под командованием генерал-майора Афонина участвовала в освобождении Вены. Великую Отечественную войну завершил в австрийском городе Санкт-Пёльтен.
- После войны, с 26.11.1945 по март 1947 года командовал 16-й гвардейский механизированной дивизией в Туркестанском военном округе (Самарканд)[8].

## Награды

### СССР
- орден Ленина (1945)
- три ордена Красного Знамени (20.03.1943, 18.04.1944, 03.11.1944)
- орден Суворова II степени (28.04.1945)
- орден Кутузова II степени (29.06.1945)
- орден Отечественной войны I степени (17.01.1944)
- Медали:
  - «За оборону Москвы»
  - «За оборону Сталинграда»
  - «За Победу над Германией в Великой Отечественной войне 1941—1945 гг.»
  - «За взятие Будапешта»
  - «За взятие Вены»
  - «20 лет Рабоче-Крестьянской Красной Армии»

### Приказы (благодарности) Верховного Главнокомандующего
- За овладение столицей Молдавской ССР городом Кишинев — важным узлом коммуникаций и мощным опорным пунктом обороны противника. 24 августа 1944 года, № 173.
- За овладение городами Секешфехервар и Бичке (Венгрия) — крупными узлами коммуникаций и важными опорным пунктами обороны противника. 24 декабря 1944 года, № 218.
- За овладение столицей Венгрии городом Будапешт — стратегически важным узлом обороны немцев на путях к Вене. 13 февраля 1945 года, № 277.
- За овладение городами Секешфехервар, Мор, Зирез, Веспрем, Эньинг, а также более 350 других населенных пунктов. 24 марта 1945 года, № 306.
- За овладение городом Шопрон — крупным железнодорожным узлом и важным опорным пунктом обороны немцев на подступах к Вене. 1 апреля 1945 года, № 324.
- За овладение столицей Австрии городом Вена — стратегически важным узлом обороны немцев, прикрывающим пути к южным районам Германии. 13 апреля 1945 года, № 334.

### Иностранные награды
- Орден «Легион почёта» (США) (1945)

## Память
В Омске на могиле установлен бюст.